# Resum de premsa
El resum de premsa és el resultat de l’activitat de seleccionar els articles o retalls de premsa en els quals una empresa determinada apareix en forma de notícia. El mot en anglès és anomenat clipping  o press clipping i la seva traducció al català és retallat o resum de premsa.
Actualment i en plena evolució de l’era de la societat de la informació, el clipping o resum de premsa ja no es troba únicament en paper, sinó també digitalitzat. Amb el desenvolupament d'Internet i l'aparició del fenomen blog s’ha incrementat la importància d’aquesta acció comunicativa.
Amb anterioritat a l’aparició d’internet era menys determinant el control d'aquests paràmetres en les organitzacions, però segons estudis de diverses universitats nord-americanes, el resum de premsa és avui en dia una de les principals tasques dels departaments i empreses de comunicació.

## Importància de les organitzacions
Per a Stuart Finlay, «el fenomen Blog ha provocat que a Internet es valori l'opinió que un client ha tingut sobre l'ús del teu producte més que la teva pròpia web oficial, senzillament perquè aquest Blog rep dia a dia una enorme quantitat de visites». És per això que les organitzacions inverteixen a adquirir un control sobre tota aquesta informació voluntària que apareix a la web i que repercuteix en la decisió de compra de molts clients.
Lourdes Carrasco, experta en Relacions Públiques de la consultora Clipping RRPP afirma al seu torn que «el treball de Clipping ha crescut de forma exponencial en volum per virtut d'internet, però també ha crescut en importància qualitativa, perquè a Internet la marca pot aparèixer associada a termes indesitjables».

## Valor real del resum de premsa en les empreses
Mariola García Uceda, en el seu llibre Las claves de la publicidad, afirma que “el valor real de la imatge d'una empresa és un impalpable de la mateixa”. No obstant això, el resum de premsa pot ajudar a traçar i quantificar el preu d'una marca en el mercat.
Cada aparició en premsa té un preu: una notícia no és el mateix que un anunci; tanmateix ocupa temps en televisió i ràdio, espai en la premsa i internet ... És per això que les organitzacions encaminen els seus esforços en les relacions públiques com a motor capaç de generar aparicions en els mitjans de comunicació.
El retall de premsa, com a recol·lector de totes aquestes aparicions, permet igualar la xifra d'aquestes sobre la tarifa publicitària i, per tant, calcular el valor monetari de l'aparició. Tot i això, hi ha valors afegits relatius a no ser un anunci, sinó una notícia.
Des dels cercles acadèmics s'assenyala el background publicitari que posseeix el ciutadà com un obstacle de la publicitat, davant de la notícia que redacta el periodista; se suposa que apareix davant el ciutadà relacionada amb el progrés, la veracitat, el dret d'informació, la llibertat d'expressió...